# Franz Klamminger
Franz Klamminger (* 24. Februar 1897 in Senftenberg; † 1957 für tot erklärt) war ein österreichischer Politiker und Weinhauer. Klamminger war von 1934 bis 1938 Abgeordneter zum Landtag von Niederösterreich.
Klamminger diente im Ersten Weltkrieg und wurde im Kampf schwer verwundet. Er war ab 1925 als selbständiger Landwirt tätig und hatte zwischen 1929 und 1938 das Amt des Bürgermeisters inne. Zudem vertrat er während der Zeit des Austrofaschismus den Stand der Land- und Forstwirtschaft zwischen dem 22. November 1934 und dem 12. März 1938 im Niederösterreichischen Landtag. Nach der Machtübernahme der Nationalsozialisten wurde Klamminger verhaftet und 1939 erneut zum Militärdienst eingezogen. Klamminger wurde 1944/45 für vermisst erklärt und 1957 für Tod erklärt. 